# Maddison Inglis
Maddison Inglis (Perth, 14 januari 1998) is een tennisspeelster uit Australië.
Ze begon op vijfjarige leeftijd met tennis. Haar favoriete ondergrond is gras. Zij speelt rechtshandig en heeft een tweehandige backhand. Zij is actief in het internationale tennis sinds 2013.

## Loopbaan
In 2015 speelde Inglis haar eerste grandslamtoernooi nadat zij via een wildcard was toegelaten tot het vrouwendubbelspel op het Australian Open, samen met Alexandra Nancarrow.
In 2016 kreeg zij met Benjamin Mitchell een wildcard voor het Australian Open gemengd dubbelspel, en individueel voor het enkelspel.
In 2019 kreeg zij met Jason Kubler een wildcard voor het Australian Open gemengd dubbelspel.

## Posities op deWTA-ranglijst
Positie per einde seizoen:
| jaar | rang enkelspel | rang dubbelspel |
| ---- | -------------- | --------------- |
| 2013 | 1109           | –               |
| 2015 | 781            | 731             |
| 2016 | 538            | 585             |
| 2017 | 771            | 878             |
| 2018 | 389            | 535             |
| 2019 | 134            | 251             |
| 2020 | 129            | 205             |
| 2021 | 136            | 210             |
| 2022 | 177            | 407             |
| 2023 | 277            | 309             |

## Resultaten grandslamtoernooien
| Legenda | Legenda                          |
| ------- | -------------------------------- |
| g.t.    | geen toernooi gehouden           |
| l.c.    | lagere categorie                 |
| –       | niet deelgenomen                 |
| G       | uitgeschakeld in de groepsfase   |
| 1R      | uitgeschakeld in de eerste ronde |
| 2R      | uitgeschakeld in de tweede ronde |
| 3R      | uitgeschakeld in de derde ronde  |
| 4R      | uitgeschakeld in de vierde ronde |
| KF      | uitgeschakeld in de kwartfinale  |
| HF      | uitgeschakeld in de halve finale |
| F       | de finale verloren               |
| W       | het toernooi gewonnen            |
| w-v     | winst/verlies-balans             |

### Enkelspel
| toernooi        | 2016 |      | 2020 | 2021 | 2022 |
| --------------- | ---- | ---- | ---- | ---- | ---- |
| Australian Open | 1R   | –    | 1R   | 3R   |      |
| Roland Garros   | –    | 1R   | –    | –    |      |
| Wimbledon       | –    | g.t. | –    | 1R   |      |
| US Open         | –    | 1R   | –    | –    |      |

### Vrouwendubbelspel
| Australian Open | 1R | 2R   | 2R | 1R | 2R |
| Roland Garros   | –  | –    | –  | –  | –  |
| Wimbledon       | –  | g.t. | –  | –  | –  |
| US Open         | –  | –    | –  | –  | –  |

### Gemengd dubbelspel
| Australian Open | 1R | 1R | KF |
| Roland Garros   |    | –  | –  |
| Wimbledon       | –  | –  | –  |
| US Open         | –  | –  | –  |